# Club Baloncesto Canarias 2024-2025
Questa voce raccoglie le informazioni riguardanti il Club Baloncesto Canarias nelle competizioni ufficiali della stagione 2024-2025.

## Stagione
La stagione 2024-2025 del Club Baloncesto Canarias è la 21ª nel massimo campionato spagnolo di pallacanestro, la Liga ACB.

## Roster
Aggiornato al 16 novembre 2024.
| La Laguna Tenerife 2024-25 | La Laguna Tenerife 2024-25 |
| Giocatori                  | Staff tecnico              |
| -------------------------- | -------------------------- |

| N. | Naz.                                       | Ruolo | Nome                   | Anno | Alt.   | Peso   |  |
| -- | ------------------------------------------ | ----- | ---------------------- | ---- | ------ | ------ |  |
| 0  | Stati Uniti (bandiera)                     | G     | Payton Willis          | 1998 | 193 cm | 91 kg  |  |
| 1  | Austria (bandiera) · Germania (bandiera)   | GA    | David Krämer           | 1997 | 195 cm | 91 kg  |  |
| 2  | Bulgaria (bandiera) · Spagna (bandiera)    | AG    | Konstantin Kostadinov  | 2003 | 203 cm | 96 kg  |  |
| 3  | Spagna (bandiera)                          | PG    | Jaime Fernández        | 1993 | 186 cm | 79 kg  |  |
| 6  | Uruguay (bandiera) · Italia (bandiera)     | P     | Bruno Fitipaldo        | 1991 | 183 cm | 85 kg  |  |
| 7  | Estonia (bandiera)                         | A     | Henri Drell            | 2000 | 205 cm | 100 kg |  |
| 9  | Brasile (bandiera) · Italia (bandiera)     | P     | Marcelinho Huertas (C) | 1983 | 191 cm | 85 kg  |  |
| 11 | Canada (bandiera) · Regno Unito (bandiera) | AP    | Thomas Scrubb          | 1991 | 198 cm | 91 kg  |  |
| 12 | Senegal (bandiera) · Spagna (bandiera)     | C     | Ilimane Diop           | 1995 | 210 cm | 104 kg |  |
| 13 | Spagna (bandiera)                          | P     | Lluís Costa            | 1993 | 187 cm | 93 kg  |  |
| 15 | Spagna (bandiera)                          | AP    | Joan Sastre            | 1991 | 201 cm | 82 kg  |  |
| 16 | Senegal (bandiera) · Spagna (bandiera)     | C     | Ibou Badji             | 2002 | 213 cm | 111 kg |  |
| 19 | Georgia (bandiera)                         | C     | Giorgi Shermadini      | 1989 | 217 cm | 120 kg |  |
| 21 | Stati Uniti (bandiera) · Spagna (bandiera) | AG    | Tim Abromaitis         | 1989 | 203 cm | 107 kg |  |
| 22 | Spagna (bandiera)                          | P     | Rafael Rodríguez       | 2006 | 183 cm |        |  |
| 23 | Spagna (bandiera)                          | G     | Diego Fernández        | 2005 | 198 cm |        |  |
| 24 | Mali (bandiera)                            | AC    | Mohamed Sangare        | 2007 | 202 cm |        |  |
| 24 | Francia (bandiera)                         | C     | Yannis Morin           | 1993 | 208 cm | 95 kg  |  |
| 35 | Spagna (bandiera)                          | C     | Fran Guerra            | 1992 | 214 cm | 113 kg |  |
| 42 | Canada (bandiera) · Paesi Bassi (bandiera) | AG    | Aaron Doornekamp       | 1985 | 201 cm | 96 kg  |  |
| 90 | Francia (bandiera) · Spagna (bandiera)     | A     | Louis Riga             | 2005 | 201 cm |        |  |

| Allenatore                                                                                                  |
| - Txus Vidorreta                                                                                            |
| Assistente/i                                                                                                |
| - Juan Gatti - Juan Carlos Rivero - Nacho Yáñez Legenda - (C) Capitano - (IN) Inattivo - Infortunato Roster |

## Mercato

### Sessione estiva
| Acquisti | Acquisti              | Acquisti          | Acquisti      | Acquisti |
| R.a      | Nome                  | da                | Modalità      |          |
| -------- | --------------------- | ----------------- | ------------- | -------- |
| P        | Lluís Costa           | Fundación Granada | svincolato    |          |
| G        | Payton Willis         | Pistoia Basket    | svincolato    |          |
| GA       | David Krämer          | Fundación Granada | svincolato    |          |
| AP       | Thomas Scrubb         | Obradoiro         | svincolato    |          |
| AG       | Konstantin Kostadinov | Alicante          | fine prestito |          |
| C        | Dušan Ristić          | S.P. Burgos       | fine prestito |          |

| Cessioni | Cessioni      | Cessioni          | Cessioni       | Cessioni |
| R.       | Nome          | a                 | Modalità       |          |
| -------- | ------------- | ----------------- | -------------- | -------- |
| G        | Kyle Guy      |                   | ritirato       |          |
| G        | Álex López    | Alicante          | fine contratto |          |
| G        | Sasu Salin    | U Cluj            | fine contratto |          |
| AP       | Elgin Cook    | Fukushima Fireb.s | fine contratto |          |
| AG       | Edgar Vicedo  | Fundación Granada | fine contratto |          |
| AC       | Oliver Stević | Obradoiro         | fine contratto |          |
| C        | Dušan Ristić  | Élan Chalon       | fine contratto |          |

### Dopo l'inizio della stagione
| Acquisti | Acquisti     | Acquisti           | Acquisti      | Acquisti   |
| R.       | Nome         | da                 | Data          | Modalità   |
| -------- | ------------ | ------------------ | ------------- | ---------- |
| A        | Henri Drell  | Rip City Remix     | 13 marzo 2025 | svincolato |
| C        | Ibou Badji   | Wisconsin Herd     | 3 aprile 2025 | svincolato |
| C        | Yannis Morin | Akita N. Happinets | 1 giugno 2025 | svincolato |

| Cessioni | Cessioni      | Cessioni         | Cessioni        | Cessioni    |
| R.       | Nome          | a                | Data            | Modalità    |
| -------- | ------------- | ---------------- | --------------- | ----------- |
| G        | Payton Willis | Vanoli Cremona   | 4 novembre 2024 | rescissione |
| C        | Ilimane Diop  | Al-Riyadi Beirut | 14 gennaio 2025 | rescissione |